# Luka Gračnar
Luka Gračnar (* 31. Oktober 1993 in Jesenice) ist ein slowenischer Eishockeytorwart, der zuletzt bei den Eispiraten Crimmitschau aus der DEL2 unter Vertrag stand.

## Karriere

### Vereinskarriere

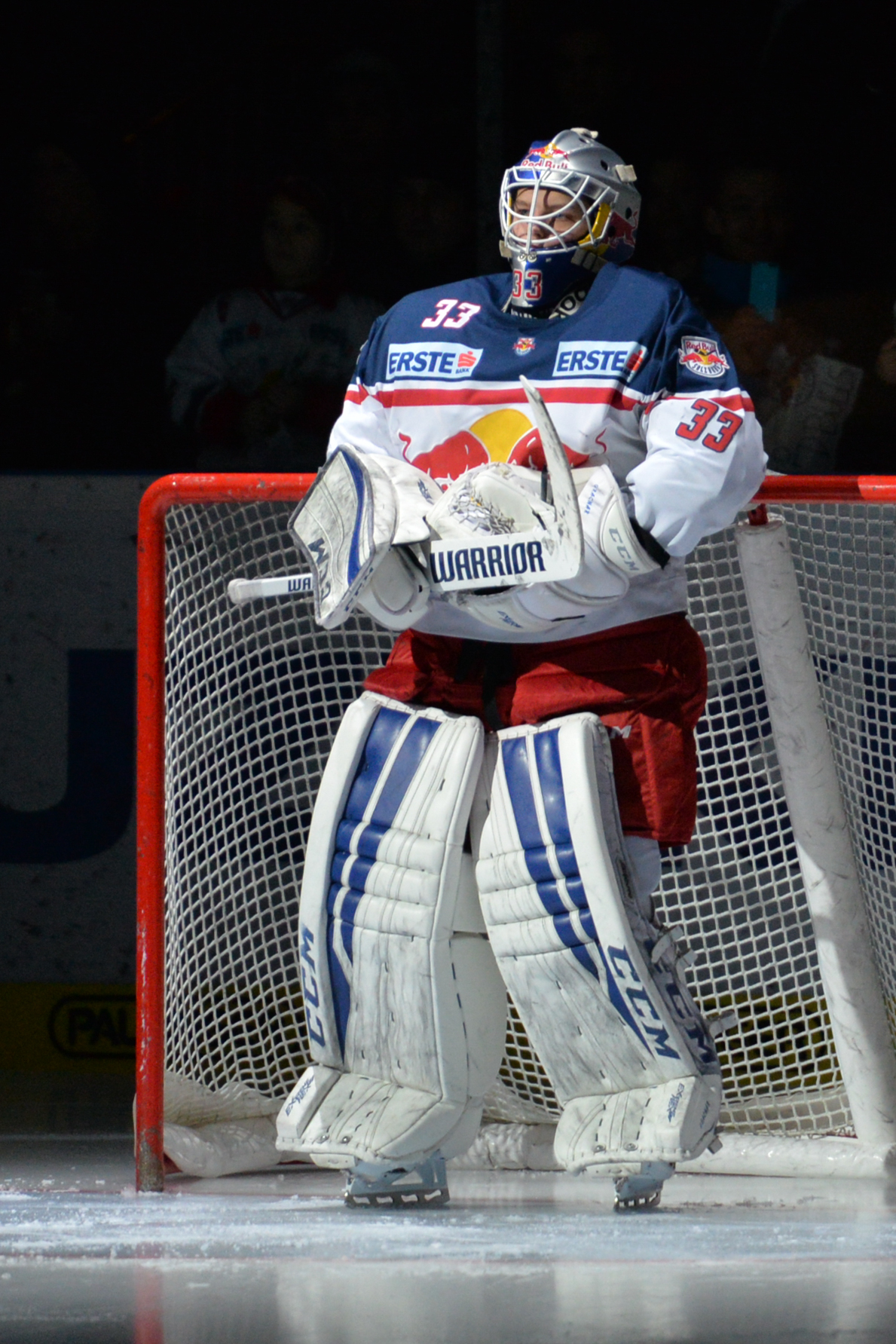
Luka Gračnar (2016)

Gračnar ging aus dem Nachwuchsverein HD mladi Jesenice hervor. Er debütierte 2008 im Alter von 14 Jahren in der slowenischen Eishockeyliga für den Verein. Zwei Jahre später schloss er sich dem Ausbildungsprogramm des EC Red Bull Salzburg an. In der Saison 2010/11 bestritt er sein erstes Spiel in der höchsten Liga Österreichs bei der Auswärtsniederlage gegen die EC Graz 99ers.
Nach einer Spielzeit ohne Einsatz in der ersten Mannschaft wurde er in der Saison 2012/13 durch die Entlassung von Josh Tordjman neuer Stammtorhüter. Obwohl während der Saison mit Alex Auld und Bernd Brückler namhafte Konkurrenten verpflichtet worden waren, erhielt Gračnar weiterhin Einsätze. Der Slowene verlängerte seinen Vertrag daraufhin um drei Jahre bis zur Saison 2015/16. In der Spielzeit 2013/14 erreichte er mit nur 1,97 Gegentoren pro Spiel die beste Gegentorbilanz der Liga.
Nach drei Meistertiteln (in den Jahren 2014, 2015 und 2016) und 215 EBEL-Einsätzen für Salzburg ging Gračnar 2018 zum HK Poprad in die slowakische Extraliga, um nur kurz später in die EBEL zum HC Innsbruck zurückzukehren. Nach einer Saison bei Storhamar Hockey in Norwegen spielte Gračnar in der Saison 2020/21 für den EHC Linz in der neu formierten ICEHL. Ab Juli 2021 stand er beim ETC Crimmitschau aus der DEL2 unter Vertrag.

### Nationalmannschaftskarriere
Gračnar ist international für die slowenische Nationalmannschaft aktiv. Er bestritt diverse Weltmeisterschaften für die U18- und U20-Auswahlen seines Landes. Dabei wurde er beim Division-I-Turnier der U18-Weltmeisterschaft 2011 zum besten Spieler seiner Mannschaft gewählt. Im selben Jahr wurde er bei der U20-Weltmeisterschaft der Division I als bester Torhüter des Turniers ausgezeichnet. Bei der U20-Weltmeisterschaft 2013 der Division I erhielt er dann sowohl den Titel als bester Torhüter des Turniers als auch als bester Spieler der slowenischen Mannschaft.
Sein erster Karrierehöhepunkt war die Teilnahme an der Weltmeisterschaft 2013 in Schweden und Finnland. Dort absolvierte er zwei Spiele in der Vorrunde gegen Schweden und Kanada. Mit zahlreichen Glanzparaden hielt er sein Team gegen die haushohen Favoriten lange Zeit im Spiel, konnte den Abstieg aber letztlich nicht verhindern. Im selben Jahr stand er auch im Kader der Slowenen beim Qualifikationsturnier für die Olympischen Winterspiele. Dort kam er jedoch lediglich im abschließenden Spiel gegen die Ukraine zum Einsatz, als er beim Stande von 5:0 für das letzte Drittel eingewechselt wurde. Das gleiche Schicksal ereilte ihn bei den Olympischen Winterspielen in Sotschi erneut, als er lediglich bei der 1:5-Niederlage gegen die Vereinigten Staaten eingesetzt wurde. Im April 2014 wurde er dann bei der Weltmeisterschaft der Division I zum großen Rückhalt seiner Mannschaft und sicherte mit seiner Leistung die Rückkehr in die Top-Division. Mit der besten Fangquote und der geringsten Gegentorrate pro Spiel wurde er nicht nur zum besten Spieler seiner Mannschaft und bester Torhüter des Turniers gewählt, sondern auch als Mitglied des All-Star-Teams und wertvollster Spieler der Veranstaltung ausgezeichnet. Bei den Weltmeisterschaften 2015 und 2017 gehörte er erneut zum Kader der Slowenen in der Top-Division, kam jedoch lediglich 2015 zu einem Einsatz. Auch bei der Olympiaqualifikation für 2018 und den Winterspielen in Pyeongchang selbst saß er überwiegend auf der Bank und kam lediglich bei der 2:8-Niederlage gegen die Olympischen Athleten aus Russland zu einem Einsatz. Zum großen Rückhalt seines Teams wurde er dann jedoch wieder bei der Weltmeisterschaft 2019, als er den geringsten Gegentorschnitt und die beste Fangquote erreichte und ihm zwei Shutouts (gegen Ungarn und Litauen) gelangen.
In den Sommerpausen ist der Torhüter für die Inlinehockeynationalmannschaft Sloweniens aktiv.

## Erfolge und Auszeichnungen
- 2011 Österreichischer Meister mit dem EC Red Bull Salzburg
- 2014 Geringster Gegentorschnitt der Österreichischen Eishockey-Liga (EBEL)
- 2014 Österreichischer Meister mit dem EC Red Bull Salzburg
- 2015 Geringster Gegentorschnitt der Österreichischen Eishockey-Liga
- 2015 Österreichischer Meister mit dem EC Red Bull Salzburg
- 2015 Geringster Gegentorschnitt und beste Fangquote der EBEL-Playoffs
- 2016 Österreichischer Meister mit dem EC Red Bull Salzburg

### International
- 2010 Aufstieg in die Division I bei der U18-Junioren-Weltmeisterschaft der Division II
- 2011 Bester Torhüter der U20-Junioren-Weltmeisterschaft der Division I
- 2013 Bester Torhüter der U20-Junioren-Weltmeisterschaft der Division I
- 2014 Aufstieg in die Top-Division bei der Weltmeisterschaft der Division I, Gruppe A
- 2014 Wertvollster Spieler der Weltmeisterschaft der Division I, Gruppe A
- 2014 All-Star-Team der Weltmeisterschaft der Division I, Gruppe A
- 2014 Höchste Fangquote und geringster Gegentorschnitt der Weltmeisterschaft der Division I, Gruppe A
- 2019 Höchste Fangquote und geringster Gegentorschnitt der Weltmeisterschaft der Division I, Gruppe A

## Karrierestatistik
(Legende zur Torhüterstatistik: GP oder Sp = Spiele insgesamt; W oder S = Siege; L oder N = Niederlagen; T oder U oder OT = Unentschieden oder Overtime- bzw. Shootout-Niederlage; Min. = Minuten; SOG oder SaT = Schüsse aufs Tor; GA oder GT = Gegentore; SO = Shutouts; GAA oder GTS = Gegentorschnitt; Sv% oder SVS% = Fangquote; EN = Empty Net Goal; 1 Play-downs/Relegation; Kursiv: Statistik nicht vollständig)